# Бочан Ігор Омелянович
Ігор Омелянович Бочан (нар. 2 серпня 1952, с. Гайворонка, Україна) — український вчений. Ректор Львівського інституту економіки і туризму, професор, доктор економічних наук, академік Академії Вищої школи України, заслужений працівник освіти України.

## Життєпис
Ігор Омелянович Бочан народився 2 серпня 1952 року в Гайворонці Теребовлянського району Тернопільської області.
У 1978 році закінчив Львівський державний університет за спеціальністю «Планування народного господарства».
У 1991 — захистив кандидатську дисертацію за науковою проблемою «Політико-економічні аспекти взаємовідносин Схід-Захід», а 2002 — дисертацію доктора економічних наук за науковою проблемою «Формування приватного сектора в умовах ринкової трансформації економіки України: проблеми інституціональної теорії і практики».
У 1992—2004 — очолював громадську раду директорів вищих навчальних закладів I—II рівнів акредитації Львівщини, від січня 2005 — голова громадської ради освітян і науковців (ГРОНУ) Львівщини.

## Науковий доробок
Випустив понад 60 наукових праць, одноосібну монографію, чотири навчальних посібники.

## Відзнаки
- «Заслужений працівник освіти України» (1997)
- орден «За заслуги» III ступеня (2002).